# Кокосовое молоко
Коко́совое молоко́ — молочно-белая непрозрачная жидкость, вырабатываемая из мякоти созревшего кокосового ореха. Непрозрачность и насыщенный вкус кокосового молока обусловлены высоким содержанием масла, большая часть которого — насыщенные жиры. Используется как компонент для приготовления различных блюд преимущественно восточной кухни, а также в качестве альтернативы коровьему молоку. Кокосовое молоко следует отличать от «кокосовой воды» (кокосового сока) — натуральной жидкости, находящейся внутри несозревшего кокосового ореха.
Кокосовое молоко также используют для производства заменителей молока (называемых «напитками из кокосового молока»).

## Состав
Половина насыщенных жиров – лауриновая кислота.
Кокосовое молоко является богатым источником марганца.

## Определение и терминология
Кокосовое молоко представляет собой относительно стабильную эмульсию масла в воде с белками, которые действуют как эмульгаторы и загустители. Оно непрозрачное, молочно-белого цвета, а его консистенция варьируется от водянистой до кремовой. В зависимости от содержания жира кокосовое молоко подразделяется на кокосовые сливки (или густое кокосовое молоко) с наибольшим количеством жира, кокосовое молоко (или жидкое кокосовое молоко) с максимальной жирностью около 20 % и кокосовое обезжиренное молоко с незначительным содержанием жира. Кокосовое молоко и кокосовые сливки (также называемые «жидким кокосовым молоком» и «густым кокосовым молоком» соответственно) различаются в странах, где кокосы являются местными, в зависимости от стадий экстракции. Они также отличаются современными стандартами, установленными Азиатско-Тихоокеанским сообществом кокосовых орехов (APCC) и Продовольственной и сельскохозяйственной организацией ООН. Однако терминология не всегда соблюдается в коммерческом кокосовом молоке (особенно в западных странах), потому что эти стандарты не являются обязательными. Это может вызвать путаницу для потребителей.
| Продукт                            | Содержание жира (%) |
| ---------------------------------- | ------------------- |
| Концентрированные кокосовые сливки | 40-50               |
| Кокосовые сливки высокой жирности  | 30-39               |
| Кокосовые сливки средней жирности  | 25-29               |
| Кокосовые сливки низкой жирности   | 20-25               |
| Кокосовое молоко высокой жирности  | 15-20               |
| Кокосовое молоко средней жирности  | 10-15               |
| Кокосовое молоко низкой жирности   | 5-10                |
| Обезжиренное кокосовое молоко      | 0-1.5               |

Кодекс Алиментариус Продовольственной и сельскохозяйственной организации Объединённых Наций (ФАО) стандартизирует кокосовое молоко и кокосовые сливки следующим образом:
| Продукт                            | Всего твёрдых веществ (%) мин.-макс. | Нежирных твёрдых веществ (%) мин. | Жиров (%) мин. | Влажность (%) макс. | pH  |
| ---------------------------------- | ------------------------------------ | --------------------------------- | -------------- | ------------------- | --- |
| Нежирное кокосовое молоко          | 6.6 — 12.6                           | 1.6                               | 5              | 93.4                | 5.9 |
| Кокосовое молоко                   | 12.7 — 25.3                          | 2.7                               | 10             | 87.3                | 5.9 |
| Кокосовые сливки                   | 25.4 — 37.3                          | 5.4                               | 20             | 74.6                | 5.9 |
| Концентрированные кокосовые сливки | мин. 37.4                            | 8.4                               | 29             | 62.6                | 5.9 |

Кокосовое молоко также иногда путают с кокосовой водой. Кокосовая вода — это прозрачная жидкость, содержащаяся в молодых плодах кокосов, а кокосовое молоко — это экстрагированная жидкость, полученная в результате ручного или механического измельчения белой внутренней мякоти зрелых кокосов.

## Традиционное изготовление
Кокосовое молоко традиционно готовят, перетирая внутреннюю белую мякоть зрелых кокосов и смешивая измельчённую кокосовую мякоть с небольшим количеством горячей воды, чтобы суспендировать жир, присутствующий в тёртой мякоти. Измельчение мякоти производят вручную или механически.
Кокосовое молоко также традиционно делится на две категории: густое кокосовое молоко (или кокосовые сливки) и жидкое кокосовое молоко (собственно кокосовое молоко). Кокосовые сливки содержат от 20 % до 50 % жира, в то время как кокосовое молоко содержит от 5 % до 20 % жира. Кокосовые сливки получают путём первого отжима тёртой кокосовой мякоти через марлю. Иногда также добавляют небольшое количество горячей воды, но обычно кокосовые сливки экстрагируют без добавления воды. Кокосовое молоко получают путём последующих отжимов после замачивания отжатой кокосовой мякоти горячей водой.
Гравитационное сепарирование также можно использовать для получения верхнего слоя кокосовых сливок и нижнего слоя кокосового молока. Это достигается простым выдерживанием экстрагированной жидкости в течение часа. Кокосовые сливки можно разбавить водой для получения кокосового молока.
Свежее приготовленное кокосовое молоко используют сразу после отжима, поскольку оно легко портится на воздухе. Оно становится прогорклым через несколько часов при комнатной температуре от 28 до 30 °C из-за окисления липидов и липолиза. Прогорклое кокосовое молоко имеет сильный неприятный запах и характерный мыльный вкус.
Кокосовые сливки содержат большое количество растворимых, взвешенных веществ, что делает их хорошим ингредиентом для десертов, а также для жирных и сухих соусов. Поскольку кокосовое молоко содержит меньшее количество этих растворимых твёрдых веществ, оно в основном используется при приготовлении пищи. В западных странах обычно не проводят различия между кокосовыми сливками и кокосовым молоком из-за того, что свежее кокосовое молоко в этих странах — редкость, и большинство потребителей покупают кокосовое молоко в картонных коробках или банках.
Кокосовое молоко также является промежуточным этапом в традиционных методах мокрого процесса производства кокосового масла первого отжима путём постепенного нагрева, сбраживания или ферментации. Однако эти методы менее эффективны, чем производство кокосового масла из копры.

### Кокосовые тёрки
Кокосовые тёрки (также называемые «скребками для кокосов»), необходимый инструмент для традиционного изготовления кокосового молока, были частью материальной культуры австронезийских народов. Технология их использования и получения кокосового молока распространилась во время австронезийской экспансии около 3000-1500 гг. до н. э. до Полинезии на востоке, и до Мадагаскара и Коморских островов на западе. Технология также распространилась на неавстронезийские культуры в прибрежных районах Восточной Африки из-за близости к Мадагаскару. Ручные тёрки для кокосов остаются стандартным кухонным оборудованием в домашних хозяйствах в тропических районах Азиатско-Тихоокеанского региона и Восточной Африки, что подчёркивает важность кокосового молока и кокосового масла в Индо-Тихоокеанском регионе.
Базовая конструкция тёрок для кокосовых орехов состоит из низкой скамейки или табурета с горизонтальным зазубренным диском (из металла в Азии и Африке, и камня или раковины в Океании), прикреплённого к одному концу. Человек сидит на скамейке и несколько раз царапает внутреннюю поверхность разрезанной пополам скорлупы кокосового ореха обеими руками по металлическому диску. Соскоб собирается контейнером, помещённым ниже.
Более современные механические тёрки для кокосовых орехов, появившиеся в середине 1800-х годов, состоят из зубчатых лезвий с ручкой. Эта версия считается изобретением Британской империи.

## Промышленное изготовление
В промышленном производстве кокосового молока используются в основном те же процессы для извлечения кокосового молока из мякоти, хотя для этого применяется механическое оборудование, такое как машины для удаления шелухи, электрические измельчители кокосовых орехов и экстракторы кокосового молока.
Обработанное кокосовое молоко сначала фильтруют через фильтры с ячейками в 100 меш. Затем его пастеризуют путём нагревания в водяной бане при температуре около 70 °C, не превышая температуры 80 °C, при которой кокосовое молоко начинает коагулировать. После пастеризации его сразу же разливают в бутылки, банки или пакеты и подвергают шоковой заморозке для хранения и транспортировки.
Некоторые бренды, продаваемые в западных странах, дополнительно проходят гомогенизацию и в них добавляют загустители и эмульгаторы, чтобы предотвратить сепарацию молока внутри упаковки.
Из-за таких факторов, как пастеризация, минимальный контакт с кислородом и добавок, таких как антиоксиданты, переработанное кокосовое молоко обычно имеет более длительный срок хранения, чем традиционно приготовленное кокосовое молоко. Промышленный метод получения кокосового молока также более эффективен, чем традиционные методы, при извлечении максимального количества кокосового молока из тёртого кокоса.

### Сухое кокосовое молоко
Для увеличений срока хранения кокосовые сливки можно перерабатывать в сухое кокосовое молоко. В кокосовые сливки добавляют патоку и казеин для улучшения текучести, а затем удаляют воду путём распылительной сушки смеси. Порошок кокосового молока расфасовывается во влагонепроницаемую тару. Для использования воду просто добавляют в сухое кокосовое молоко.

### Обезжиренное кокосовое молоко
Обезжиренное кокосовое молоко — это кокосовое молоко с очень низким содержанием жира (от 0 % до 1,5 %). Это побочный продукт производства кокосовых сливок и кокосового масла, от которого обычно отказываются. Однако его все чаще используют в качестве пищевого ингредиента для продуктов, для которых требуется кокосовый ароматизатор без жиров (включая кокосовый порошок, кокосовый мёд и кокосовое варенье). Его также используют в качестве основы при производстве напитков из кокосового молока, используемых в качестве заменителей напитков из обыкновенного молока, поскольку они не содержат высоких уровней жиров, характерных для обычного кокосового молока, но при этом являются хорошим источником растворимых белков.

## Насыщенные жиры и риск для здоровья
Одним из наиболее важных компонентов кокосового молока является кокосовое масло. Многие организации здравоохранения, такие как Управление по санитарному надзору за качеством пищевых продуктов и медикаментов США, Всемирная организация здравоохранения, Министерство здравоохранения и социальных служб США, Академия питания и диетологии США, Американская кардиологическая ассоциация, Национальная служба здравоохранения Великобритании [57] и другие организации отговаривают людей от употребления в больших количествах кокосового масла из-за высокого уровня насыщенных жиров. 
Чрезмерное потребление кокосового молока также может повысить уровень холестерина в крови из-за лауриновой кислоты — насыщенного жира, который способствует повышению холестерина в крови за счёт повышения уровня холестерина липопротеинов высокой плотности.
Исследование, проведенное на 244 участниках (61 пациент с недавно диагностированным раком груди и 183 здоровых человека) в формате «случай-контроль», выявило, что употребление блюд с кокосовым молоком (карри 1-6 раз в неделю или десертов 4-6 раз в неделю) связано с повышением риска рака груди. Однако употребление менее половины порции кокосового молока в десертах коррелировало со снижением риска.